# Battaglia di Herdonia (212 a.C.)
La prima battaglia di Herdonia fu combattuta nel 212 a.C., durante la seconda guerra punica, tra l'esercito cartaginese di Annibale e l'esercito romano guidato dal pretore Gneo Fulvio Flacco a Herdonia, moderna Ordona (Foggia): l'esercito romano fu completamente annientato cancellandone la presenza in Apulia per diverso tempo.

## Contesto storico
Dopo la schiacciante vittoria a Canne (216 a.C.), Annibale raggiunse i primi importanti risultati politico-strategici. Alcuni centri cominciarono ad abbandonare i Romani, come Campani, Atellani, Calatini, parte dell'Apulia, i Sanniti (ad esclusione dei Pentri), tutti i Bruzi, i Lucani, gli Uzentini e quasi tutto il litorale greco, i Tarentini, quelli di Metaponto, di Crotone, di Locri e tutti i Galli cisalpini, e poi Compsa, insieme agli Irpini. Annibale, con il grosso dell'esercito, si diresse in Campania dove riuscì ad ottenere dopo una serie di trattative la defezione di Capua che a quell'epoca era ancora, per importanza, la seconda città della penisola, dopo Roma.

### Casus belli
Dopo anni di scontri nell'Italia meridionale, i consoli romani dell'anno 212 a.C., Q.Fulvio Flacco e Appio Claudio Pulcro, per tener lontano Annibale da Capua, decisero di separarsi. Fulvio si diresse nel territorio cumano, mentre Claudio in Lucania. Il condottiero cartaginese, incerto inizialmente sul da farsi, decise di inseguire Appio Claudio, che a sua volta portò in giro il nemico come volle, per poi fare ritorno a Capua una seconda volta. Durante la marcia, i Cartaginesi ebbero l'occasione di affrontare un nuovo combattimento a loro favorevole, dove massacrarono un esercito romano di 16 000 armati.
Frattanto i consoli, tornati a Capua, ricominciarono ad assediare la città con grandissima violenza raccogliendo e preparando ogni cosa fosse necessaria. A Casilinum fu ammassato il grano; alla foce del Volturno, dove si trova la città omonima, fu fortificata una rocca e posto un presidio romano; anche a Pozzuoli venne messo un presidio per dominare il mare e il vicino fiume. In queste due fortezze sul mare e a Ostia venne portato tutto il frumento che era stato inviato dalla Sardegna e quello che il pretore Marco Giunio Silano aveva raccolto in Etruria, affinché l'esercito romano ne avesse in abbondanza durante l'inverno. Annibale non voleva abbandonare Capua in una situazione tanto critica, ma quando alcuni messaggeri giunsero dalla Apulia e lo informarono che il pretore Gneo Fulvio Flacco, dopo aver assalito con successo alcune città apule passate dalla parte dei Cartaginesi, si era abbandonato, lui e il suo esercito, a una tale trascuratezza da sopprimere ogni disciplina militare, il condottiero cartaginese mosse il suo esercito in direzione dell'Apulia. Egli era impaziente di poter assalire un nuovo esercito romano, meglio se comandato da un comandante inetto.
Intanto il pretore Gaio Claudio Nerone partì dalla Lucania per marciare verso Suessula, portando con sé sei legioni romane e sei legioni di alleati di Roma.

## Battaglia
Le legioni romane erano accampate nei pressi di Herdonia. E quando arrivò loro la notizia che i nemici si stavano avvicinando, poco mancò che non si riversassero fuori dal campo senza aver ricevuto il comando del pretore Fulvio. Erano convinti di poter vincere a loro piacimento. La notte successiva Annibale, avendo saputo che negli accampamenti romani vi erano stati tumulti e che i soldati avevano minacciato il proprio comandante perché desse il comando d'attacco, pose 3 000 soldati armati alla leggera nelle fattorie e nei boschi dei dintorni. Ordinò loro che ad un segnale convenuto uscissero tutti insieme dai loro nascondigli. Ordinò poi a Magone il Sannita di bloccare con circa 2 000 cavalieri tutti i passaggi da cui riteneva che i Romani potessero fuggire.
Portati a termine questi preparativi durante la notte, l'alba seguente condusse l'esercito in campo. E neppure Fulvio ebbe qualche impedimento a combattere, trascinato dall'impeto improvviso dei suoi soldati. Le schiere dei Romani si disposero secondo il capriccio dei soldati: la prima legione e l'ala sinistra si disposero in prima linea, in modo che lo schieramento risultasse estendersi tutto in lunghezza. E nonostante i tribuni protestassero, non vi poteva essere nelle retrovie alcuna resistenza, in quanto il nemico avrebbe potuto sfondare lo schieramento in qualunque punto. I soldati non sembravano curarsene.
E quando la battaglia iniziò, i Romani non furono in grado di sostenere neppure le grida dei nemici, né il loro primo assalto. Il comandante romano, che Tito Livio paragona in stoltezza e avventatezza a Marco Centenio Penula, anche se non paragonabile per coraggio, appena vide che l'esito della battaglia era compromessa e che i suoi arretravano e subivano l'assalto cartaginese, afferrato un cavallo, fuggì con circa 200 cavalieri.

## Conseguenze
Il resto dello schieramento, respinto e poi accerchiato alle spalle ed alle "ali", fu fatto a pezzi. Dei 18 000 soldati romani ne sopravvissero solo poco più di 2 000. I nemici poi si impadronirono degli accampamenti.